# Om kriget kommer

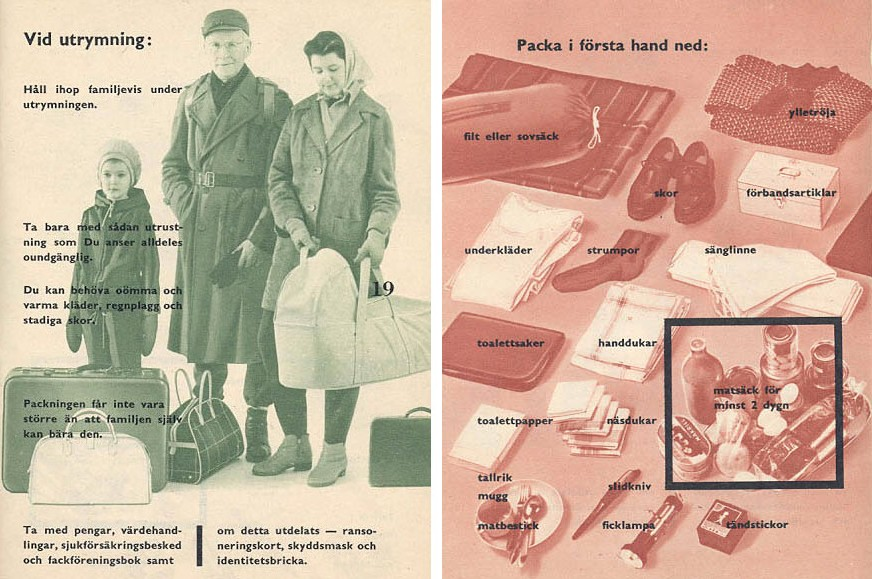
Duas páginas da edição de 1961 de "Se a crise ou a guerra vierem"

Primeira página da edição de 2018 de "Se a crise ou a guerra vierem"

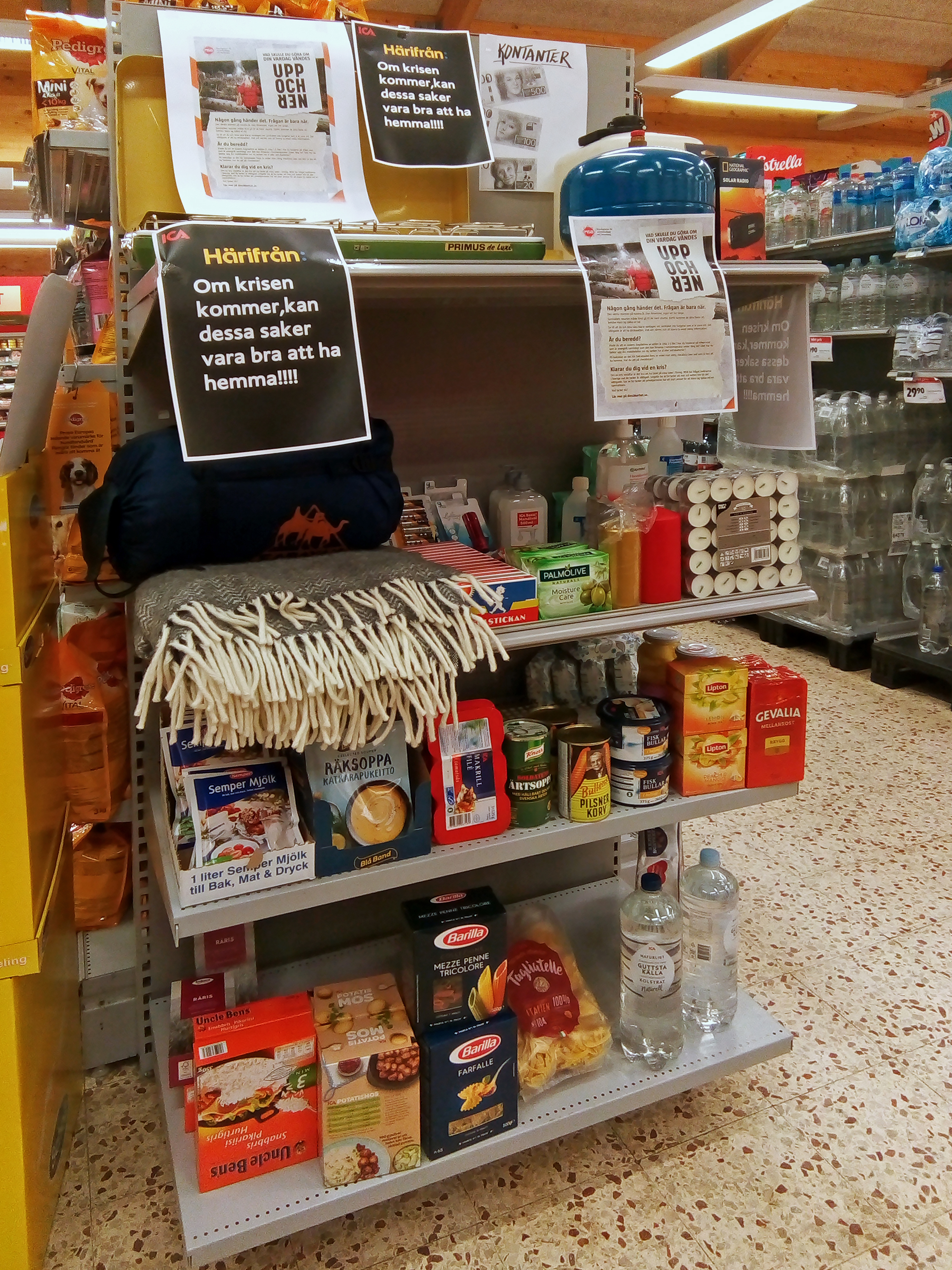
Exibição de itens listados na edição de 2018 do panfleto. Mercearia ICA, Brastad, Suécia

"Se a guerra vier" (sueco: Om kriget kommer) é um panfleto originalmente preparado pelo gabinete do Comandante Supremo das Forças Armadas da Suécia. Se a guerra vier foi entregue a todas as famílias na Suécia de 1943 a 1991 e novamente a partir de 2018. As partes mais importantes da publicação também foram inseridas no final de todas as listas telefônicas suecas. A publicação continha informações sobre como agir em uma situação de crise nacional e, mais notavelmente, guerra nuclear. Entre as décadas de 1950 e 1970, a Suécia passou por um período de crescimento econômico extraordinariamente alto, chamado de "anos recordes" (sueco: rekordåren). Isso tornou possível investir em defesa civil e ter um plano para salvar toda a população, mesmo no caso de uma invasão de superpotência. If the war comes era uma forma de informar o público sobre esses planos. Com o fim da Guerra Fria, a publicação foi considerada ultrapassada e a distribuição cessou em 1991. As informações mais básicas foram mantidas em listas telefônicas até o início do século XXI.
Em 2018, o panfleto foi renovado e distribuído pela Agência Sueca de Contingências Civis sob o nome "Se a crise ou a guerra vierem" (em sueco: Om krisen eller kriget kommer). Uma nova versão do panfleto foi distribuída em 2024.

## Conteúdo
Se a guerra vier foi uma publicação curta e continha as informações básicas que o Governo da Suécia considerou necessário saber em caso de guerra. O capítulo sobre defesa civil contém a exortação "Toda declaração de que a resistência deve cessar é FALSA!" (em sueco: Varje meddelande om att motståndet skall uppges är FALSKT!). A publicação também continha informações sobre sirenes de defesa civil, como agir em um abrigo antiaéreo e quais pertences levar no caso de uma situação de refugiado.

## Edições
- Om kriget kommer – vägledning för rikets medborgare i händelse av krig (Se a guerra vier – orientação aos cidadãos da nação em caso de guerra), Statens Informationsstyrelse, 1943 (16 páginas)
- Om kriget kommer – vägledning för Sveriges medborgare (Se a guerra vier – orientação para os cidadãos da Suécia), Kungliga Civilförsvarsstyrelsen, 1952 (33 páginas)
- Om kriget kommer – vägledning för Sveriges medborgare (Se a guerra vier – orientação para os cidadãos da Suécia), Kungliga Civilförsvarsstyrelsen, 1961 (48 páginas)
- Om kriget kommer – vad du bör veta (Se a guerra vier – o que você deve saber), Beredskapsnämnden för psykologiskt försvar, 1983 (39 páginas)
- Om kriget kommer (Se a guerra vier), Styrelsen för psykologiskt försvar (SPF), 1987 (31 páginas)
- Om kriget eller katastrofen kommer – vad gör vi med barnen? (Se a guerra ou catátrofe vierem – o que faremos com as crianças?), Socialstyrelsen, 1991 (49 páginas)
- Om krisen eller kriget kommer – viktig information till Sveriges invånare (Se a crise ou a guerra vierem – informações importantes para a população da Suécia), Myndigheten för samhällsskydd och beredskap (MSB), 2018 (20 páginas)
- Om krisen eller kriget kommer - viktig information till Sveriges invånare (Se a crise ou a guerra vierem – informações importantes para a população da Suécia), Myndigheten för samhällsskydd och beredskap (MSB), 2024 (31 páginas)

### Versões do século XXI
Devido à situação política internacional instável, o governo sueco decidiu distribuir uma nova versão do panfleto para 4,7 milhões de lares suecos entre maio e junho de 2018. A versão de 2018 foi intitulada Se a crise ou a guerra vierem (em sueco: Om krisen eller kriget kommer) e incluiu informações sobre situações modernas, como terrorismo, notícias falsas e uso de celulares durante uma crise.
Uma nova versão do panfleto foi publicada em 2024 e está programada para ser distribuída para 5 milhões de lares no final de novembro de 2024. A versão de 2024 inclui lições aprendidas com a guerra na Ucrânia e a pandemia de COVID-19, como informações sobre diferentes maneiras de se proteger de ataques aéreos e como agir durante uma evacuação. A versão também contém informações sobre ataques terroristas, guerra psicológica, clima extremo, ataques cibernéticos e a disseminação de doenças infecciosas.